# The Love Invention
The Love Invention is het aankomende debuutalbum van de Britse zangeres en muzikante Alison Goldfrapp. Het verscheen om 12 mei 2023 en is haar eerste project onder haar eigen naam, en dus niet als het duo Goldfrapp. De release werd voorafgegaan door vijf singles, te weten 'Digging Deeper', 'Fever', 'So Hard So Hot', 'NeverStop' en 'Love Invention'.

## Achtergrond
Na het album Silver Eye uit 2017 werd het stil rondom Alison en Will Gregory. In maart en april 2020 zou het duo de 20e verjaardag van hun gezamenlijke debuutalbum Felt Mountain vieren door op tournee te gaan, maar vanwege de coronapandemie moest deze worden uitgesteld en verplaatst naar 2022.
De vrije tijd die door de pandemie ontstond, gebruikte Alison om aan haar eigen muziek te werken. In een interview met Rolling Stone zei ze dat de lockdown "een soort van nieuwe onafhankelijkheid" afdwong die ze niet eerder op een dergelijke manier had ervaren. Het gaf haar "een nieuw vertrouwen" waardoor ze ging experimenteren.
In 2022 bracht ze voor het eerst onder haar eigen, volledige naam muziek uit. Dit deed ze in samenwerking met het Noorse duo Röyksopp. De nummers 'Impossible' en 'The Night' werden zodoende onderdeel van Röyksopps albumtriologie Profound Mysteries. In een interview over deze samenwerking gaf Alison aan dat zij en Will "nog geen plannen" hadden om nieuw materiaal uit te brengen.
In januari 2023 bevestigde Alison dat ze haar eerste muziek als solo-act zou uitbrengen. Op 19 januari verscheen de single 'Digging Deeper', in februari gevolgd door de single 'Fever'. De eerste is een samenwerking met de Duitse deejay Claptone, de tweede een samenwerking met de Britse deejay en producer Paul Woolford. Beide nummers verschijnen op de uitgebreide digitale versie; de originele plaat bevat de soloversies, 'Digging Deeper Now' en 'Fever (This Is the Real Thing)' getiteld.
Op 16 maart kondigde Alison haar eerste soloalbum aan.
The Love Invention kwam in Goldfrapps thuisland binnen op de 6e plek.

## Tracklist
Disc 1
1. NeverStop
2. Love Invention
3. Digging Deeper Now
4. In Electric Blue
5. The Beat Divine
6. Fever (This Is the Real Thing)
7. Hotel (Suite 23)
8. Subterfuge
9. Gatto Gelato
10. So Hard So Hot
11. SloFlo

Disc 2
1. Fever (met Paul Woolford)
2. Digging Deeper (met Claptone)
3. Impossible (met Röyksopp; Alison's Touch the Sky edit)
4. Gatto Gelato (niina remix)
5. Fever (met Paul Woolford; Special Request club mix)
6. Digging Deeper (met Claptone; extended mix)